# Anter
Anter, papa od 21. studenog 235. do 3. siječnja 236.

## Životopis
Bio je papa jako kratko, samo jedan mjesec i deset dana. Ne zna se puno o njemu. Njegovo ime, vjerojatno znači, da je bio oslobođeni rob. Umro je za vrijeme progona cara Maksimina Tračanina. Pokopan je u papinskoj kripti u Rimu. Slavi se kao svetac.